# Buenos Aires

Buenos Aires sau Ciudad de Buenos Aires este capitala si cel mai mare oraș din Argentina și a doua cea mai mare zonă metropolitană din America de Sud, după Sao Paulo. Este localizat pe malul vestic al estuarului Rio de la Plata, pe coasta de sud-est a continentului Sud-American. Marea aglomeratie urbană Buenos Aires, care include si câteva provincii ale orasului, constituie a treia cea mai mare aglomeratie urbană din America latină, cu o populație de aproape 12 milioane de oameni.
Populația sa este formată în general de argentinieni de descendență spaniolă sau italiană, însă există și comunități importante de arabi, evrei, armeni și coreeni. O mică parte din locuitori au origini indigene. Majoritatea locuitorilor sunt romano-catolici, cu limba maternă spaniola.
Orașul Buenos Aires nu este parte a provinciei Buenos Aires și nici nu este capitala acestei provincii, dar este un district autonom. În 1880, după decade de diferende politice si război civil, Buenos Aires a fost federalizat și scos din componența provinciei Buenos Aires. Limitele orașului au fost mărite pentru a include si orasele Belgrano și Flores (amândouă sunt orașe vecine, în acest moment). Amendarea Constituției din 1994 a acordat orasului autonomie,  prin urmare, denumirea orasului este „Orașul Autonom Buenos Aires" (Ciudad Autónoma de Buenos Aires). Cetățenii orasului au ales prima dată un primar în 1986; înainte, primarul era numit direct de către Președintele Republicii Argentina.
Buenos Aires este considerat un oraș global, asa cum a fost desemnat de către Universitatea Loughborough. Locuitorii orasului sunt considerati „porteños” (oamenii portului). Buenos Aires este o destinatie turistică de top, si este cunoscut pentru stilul arhitectural european si bogata viată culturală.
Orașul a fost fondat în 1536 de către Pedro de Mendoza, distrus de indieni și refondat în 1580 de Juan de Garay. Buenos Aires a crescut în importanță în 1776, când a fost numit capitală a Regatului Río de la Plata. Condiția sa de port, l-a transformat în cheia dezvoltării țării, în detrimentul interiorului.

## Etimologia numelui
Când aragonezii au cucerit orașul sardinian Cagliari de la Republica Pisa în 1324, și-au stabilit centrul de comandă pe dealul de pe care se vedea întregul oraș. Dealul era cunoscut ca „Buen Ayre” (sau „Bonaria” în limba locală), fiindcă era lipsit de mirosul neplăcut ce predomina orașul vechi (zona castelului), care era situat chiar lângă o serie de mlaștini. Pe durata asediului cetății Cagliari, aragonezii au construit un sanctuar al Fecioarei Maria pe vârful dealului. În 1335, regele Alfonso al IV-lea al Aragonului a donat biserica Ordinului „Sfânta Fecioară Maria și Milostivă”, care au construit o mănăstire care există și astăzi. În anii care au urmat, a circulat o legendă care pretindea că statuia Fecioarei Maria a fost recuperată din mare după ce a ajutat miraculos la oprirea furtunii din Marea Mediterană. Statuia a fost pusă în mănăstire.
Marinarii spanioli, în special andalusienii, venerează această imagine și invocă frecvent „vânturi bune”, pentru a-i ajuta pe parcursul călătoriilor lor pe mare și pentru a evita naufragiile. Mai târziu, un sanctuar al Fecioarei din Buen Ayre a fost construit în Sevilia.
Pedro de Mendonza a numit orașul „Santa Maria del Buen Aire” (Fecioara Maria a bunului vânt), un nume ales de către capelanul din expediția lui Mendoza, un credincios al Fecioarei din Buen Ayre. Așezarea a fost, în curând, atacată de către indigeni și a fost abandonat în 1541.
După mulți ani, numele a fost atribuit lui Sancho del Campo, care se spune că ar fi exclamat: „Ce liniștite sunt vânturile pe aceste pământuri !” când a ajuns. Dar, Eduardo Madero, în 1882, după ce a condus căutări extinse în arhiva spaniolă, a conchis că numele era legat de devoțiunea marinarilor pentru Fecioara din Buen Ayre.
A doua (și permanenta) așezare a fost stabilită în 1580 de Juan de Garay, care a navigat în josul Fluviului Parana din Asuncion (acum, capitala statului Paraguay). Garay a păstrat numele ales de Mendoza, numind orașul Ciudad de la Santisima Trinidad y Puerto de Santa Maria del Buen Aire („Orașul Sfintei Treimi și portul Sfintei Maria a vânturilor bune”). Numele scurt „Buenos Aires” a început să fie larg folosit începând cu secolul al XVII-lea.

## Istoria

### Vremurile coloniale
Marinarul Juan Diaz de Solis care a navigat în numele Spaniei, a fost primul european care a ajuns în Rio de la Plata în 1516. Expediția sa  a fost întreruptă atunci când a fost omorât în perioada atacurilor indigenilor din tribul Charrúa  în zona unde azi este Uruguay.
Orașul Buenos Aires a fost prima data fondat ca Ciudad de Nuestra Señora Santa María del Buen Ayre (literar „Orasul Sfintei Noastre Maria din Buen Ayre”) după Fecioara din Bonaria (Sfânta care patronează Sardinia) în 2 februarie 1536 de expediția spaniolă condusă de Pedro de Mendoza. Așezarea fondată de Mendoza era localizată în ceea ce astăzi este San Telmo, un district al Buenos Aires, în sud față de centrul orașului.
Mai multe atacuri din partea indigenilor au forțat plecarea coloniștilor si în 1541 așezarea a fost abandonată. A doua (si permanenta) așezare a fost stabilită în 1580 de Juan de Garay, care a sosit navigând în josul Râului Parana din Asuncion (acum capitala statului Paraguay). El a adăugat la numele așezării si „Santisima Trinidad” (Sânta Trinitate) iar portul ei a devenit „Poerto de Santa Maria de los Buenos Aires”.
Încă din primele zile, Buenos Aires a depins în primul rând de comerț. Pe parcursul secolelor XVII si XVIII, navele spaniole erau atacate de pirați, asa ca a fost dezvoltat un sistem complex unde navele cu protecție militară erau trimise către America Centrală, traversând continentul până în Lima, Peru si de aici către alte orașe interne sau viceregate. Din această cauză, produselor le luau foarte mult timp până când ajungeau în Buenos Aires iar taxele generate de transport le faceau prohibitive. Acest sistem i-a frustrat pe comercianții din Buenos Aires si astfel s-a dezvoltat o rețea de contrabandă. De asemenea, a instalat un si mai mare resentiment fată de autoritățile spaniole.
Aflând de aceste sentimente, Carol al III lea al Spaniei a eliminat treptat restricțiile comerciale și în final a declarat Buenos Aires un port liber la sfârșitul secolului XVIII. Capturarea „Porto Bello” de către britanici a alimentat de asemenea necesitatea favorizării comerțului peste Atlantic, în detrimentul Limei, ca centru comercial.
Una dintre hotărâri a fost sa despartă zona de la Viceregatul Peru si în schimb a creat Viceregatul Rio de la Plata, cu Buenos Aires drept capitală. Totusi, planificatele acțiuni ale lui Carol nu au avut efectul dorit, iar locuitorii Buenos Aires au devenit si mai convinși de necesitatea independenței față de Spania.

### Războiul de Independență

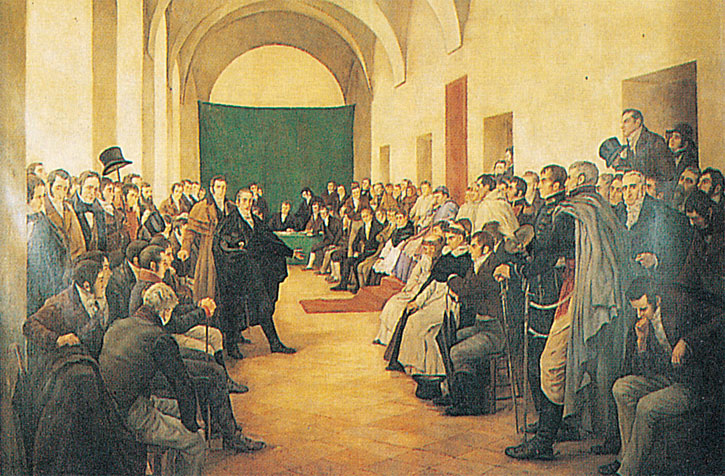
Revoluția din Mai a fost un punct de cotitură în politica din Buenos Aires

Pe durata invaziei britanice a Rio de la Plata, forțele britanice au atacat Buenos Aires de două ori. În 1806 britanicii au invadat cu succes Buenos Aires, dar o armată din Montevideo condusă de Santiago de Liniers i-a învins. În scurta perioadă de dominatie britanică, viceregele Rafael Sobremonte a reușit să scape în Cordoba si a desemnat orașul drept capitală. Buenos Aires a redevenit din nou capitală după eliberarea ei, dar Sobremonte nu a mai putut redeveni vicerege. Santiago de Liniers, ales drept nou vicerege a militarizat orașul pentru a fi pregătit împotriva unei posibile noi invazii britanice, învingând încercarea de invazie din 1807. Militarizarea a generat schimbări în societate, schimbând balanța de putere în favoarea coloniștilor născuți în Spania, precum și dezvoltarea războiului peninsular din Spania. Încercarea vânzatorului Martin de Alzaga de al elimina pe Santiago de Liniers și de a-l înlocui cu o Juntă a fost învinsă de armatele criole. Oricum, până în 1810 aceleași armate aveau să ajute o nouă încercare revoluționară, înlăturând cu succes noul vice rege Baltasar Hidalgo de Cisneros. Este cunoscută ca Revoluția din Mai, care este în prezent celebrată ca sărbătoare națională. Evenimentul a început Războiul de Independență al Argentinei și multe armate au părăsit Buenos Aires pentru a lupta contra diverselor centre de rezistentă, cu diferite nivele de succes. Guvernul era format pentru început din 2 junte din mai multi membri, după acea din două triumvirate și în final dintr-un oficial unic, Directorul Suprem. Declarația de Independență față de Spania a fost facută formal în 1816, în cadrul Congresului de la Tucuman. Buenos Aires a reușit să supraviețuiască întregului Război de Independență fără a cădea înapoi sub dominatia monarhistă.
Istoric, Buenos Aires a fost centrul ideilor liberale a Argentinei, pe când în provincii si în special în nord, se susțineau mișcări mai conservative în domeniul politic și social. Multe din tensiunile din istoria Argentinei au pornit din conflictul centralist-federalist din secolul XIX. În lunile ce au urmat Revoluției din 25 Mai, Buenos Aires a trimis un număr de misiuni militare în provincii cu intenția de a obține acordul lor. Multe din aceste misiuni au fost finalizate cu conflicte violente, iar mișcarea a crescut tensiunile dintre capitală și provincii.
În secolul XIX, orașul a avut parte de două blocade navale, din partea francezilor din 1838 până în 1840 și mai târziu din partea unei forțe expediționare unite franco-engleze din 1845 până în 1848. Ambele blocade navale au eșuat să forțeze orașul să se predea, iar puterile străine au renunțat la pretențiile lor.
|  |  |  |

### Istoria Modernă

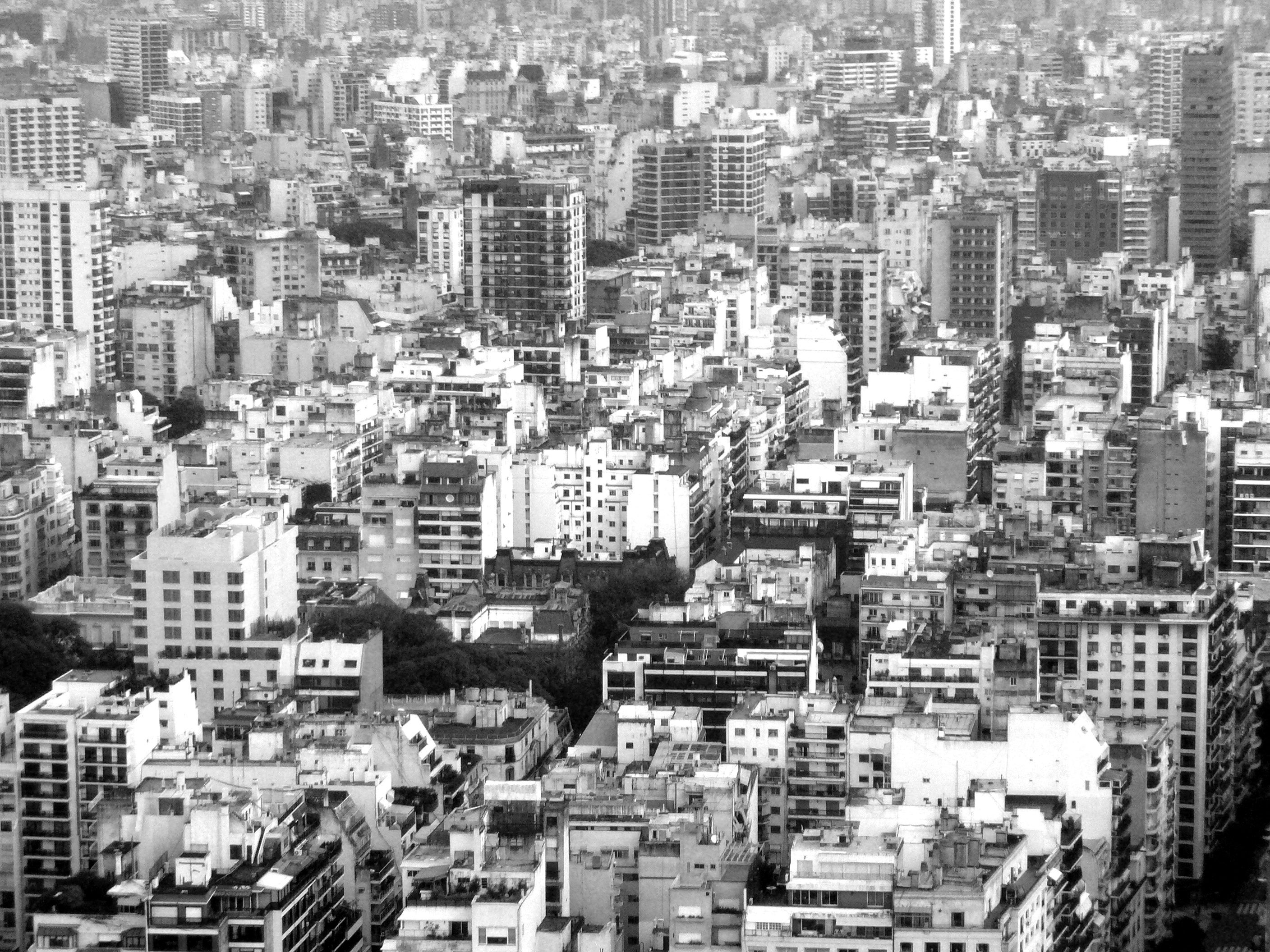
O vedere aeriană a părții de nord a orașului. Doi din trei Porteños trăiesc la bloc.

Pe parcursul celei mai mari parți a secolului XIX, statutul politic al orașului a rămas un subiect sensibil. Era deja capitală a Provinciei Buenos Aires iar între 1853 și 1860 a fost și capitală a Statului Buenos Aires. Subiectul a fost dezbătut de mai multe ori până când a fost finalizat în 1880 cand Orașul a fost federalizat si a devenis sediu al Guvernului, cu un primar numit de Președintele Argentinei. Casa Rosada a devenit sediu al Președintelui.
Alături de bogăția generată de oraș cât si de fertilele terenuri pampas, dezvoltarea sistemului rutier din a doua jumatate a secolului XIX a crescut puterea economică din Buenos Aires pentru ca materiile prime curgeau în fabricile orașului.  Un centru de imigrație pentru europenii din Italia și Spania. Din 1880 si până în 1930 Buenos Aires a devenit un oraș multicultural la același nivel ca alte mari capitale europene.
Teatrul Colón a devenit unul dintre cele mai profitabile centre culturale iar orașul  a devenit capitala regională a radiolului, televiziunii, cinema-ului și a teatrului. Cele mai mari bulevarde ale orașului au fost construite în acea perioadă iar în secolul al XX-lea a văzut primii zgârie-nori si primul sistem de metrou din America de Sud. O a doua perioada de creștere a construcțiilor a fost între 1945 si 1980 care a schimbat centrul si mare parte a orașului.
Buenos aire atrăgea migranți si din provinciile Argentinei si din țările vecine. În anii 1930 încep să apară ghetourile din jurul zonelor industriale ale orașului (villas miseria) ducând la apariția de probleme sociale si contraste sociale dintre zonele foarte bogate din Buenos Aires și zonele foarte sărace. Muncitorii din aceste „villas miseria” au devenit baza politică a peronismului care a pornit în demonstrațiile din 17 octombrie 1945, iar Plaza de Mayo a devenit un centrul pentru demonstrații si multe dintre evenimentele politice ale țării.
Orașul a fost vizitat de Papa Ioan Paul al II-lea de două ori, în 1982, din cauza Războiului Insulelor Falklands și o a doua vizită în 1987, care a adunat cea mai mare adunare din istoria orașului. Reinstaurarea democrației în 1983 a concis cu renașterea culturală, iar în anii 1990 a văzut o creștere economică, în special în domeniul construcțiilor și finanțelor.
În 17 martie 1992 o bombă a explodat la Ambasada Statului Israel, omorând 29 si rănind 242 de persoane. O altă explozie, în 18 iulie 1994 a distrus o clădire unde aveau sediul mai multe organizații evreiești, omorând 85 si rănind mai multi. Aceste incidente au fost inceputul terorismului islamic în America de Sud.
După acordul din 1993, Constituția Argentinei a fost amendată pentru a acorda Orașului Buenos Aires autonomie si a abrogat dreptul președintelui de a numi primarul orașului (asa cum era din 1880). În 30 iunie 1996, locuitorii din Buenos Aires au ales pentru prima dată un primar (Șeful Guvernului local).
În 30 decembrie 2004 incendiul de la discoteca „Republica Cromagnon” a omorât aproape 200 de oameni, unul dintre cele mai mari dezastre ne-naturale din istoria Argentinei.

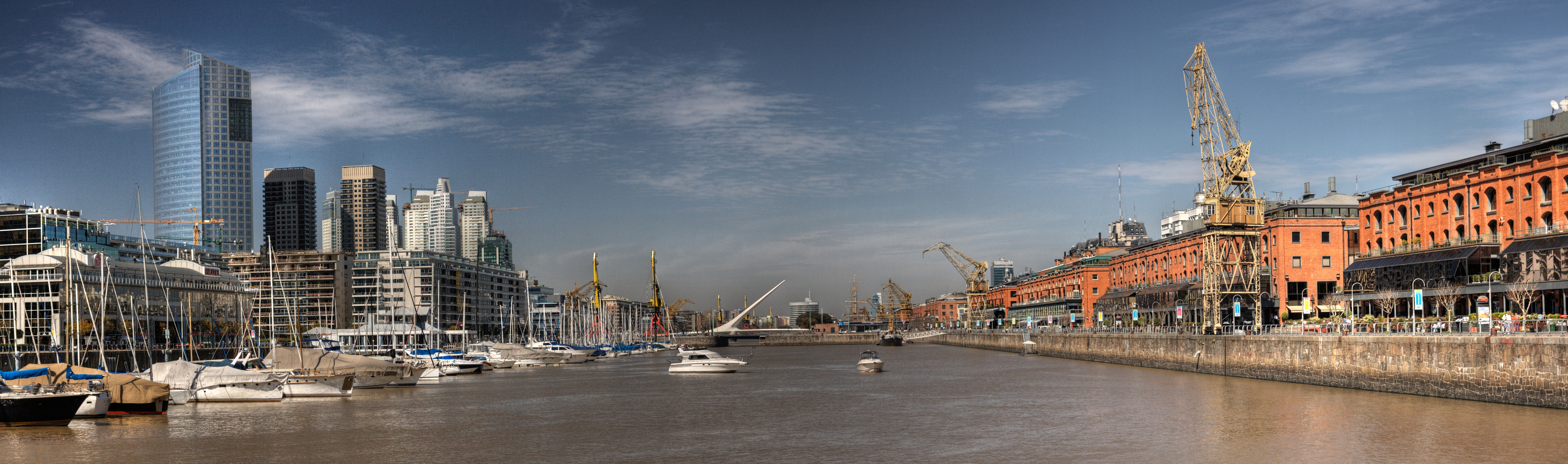
Vedere panoramică a Portului Madero la apus

|  |  |  |  |  |

## Guvernare și Politică

### Structura administratie
Autoritatea executivă este deținută de un Primar sau șef al guvernului (Spaniolă: Jefe de Gobierno), ales pentru un mandat de patru ani împreună cu vice-seful guvernului (viceprimarul), care prezidează peste cei 60 de membri ai legislatiului Orașului Buenos Aires. Fiecare membru al legislativului este ales pentru un mandat de patru ani. Jumătate din legislativ este reînoit odata la doi ani. Alegerile folosesc [[<font color="#777777">metoda </font> method D'Hondt]] a reprezentării proporționale. Ramura judiciară este compusă din Curtea Supremă de Justiție (Tribunal Superior de Justicia), de Consiliul Magistraturii (Consejo de la Magistratura), Ministerul Public si alte instanțe locale. Articolul 61 din Constitutia Orașului Buenos Aires din 1996 statuează că: „Alegerile sunt libere, egale, secrete, universale, obligatorii și ne-cumulative. Rezidenții se bucură de aceleași drepturi si de aceleași obligații, în aceleași condiții cu cetățenii argentiniei înregistrați în district, în limitele stabilite de lege.”
Din punct de vedere legal, orașul se bucură de o autonomie mai mică decât o provincie. În iunie 1996, la scurt timp după ce primele alegeri pentru șeful guvernului au fost organizate, Congresul Național al Argentinei  a emis legea națională 24.588 (cunoscută la Legea Cafiero, după senatorul care a propus proiectul de lege) prin care autoritatea asupra 25.000 de polițisti federali ai Argentinei și responsabilitatea asupra instituțiilor federale din Oraș nu vor fi transmise de către guvernul național către guvernului orașului până când nu se va ajunge la un consens în Congresul Național.  Mai mult, a fost declarat că Portul Buenos Aires, alături de alte zone vor rămâne sub autoritatea autorităților federale. Începând cu anul 2011 transferul autorității politie metropolitane a Buenos Aires este în curs.
Începând cu anul 2007, orașul a stabilit o noua schemă administrativă descentralizată, creând noi comune (comunas) care vor fi administrate de comitele formate din 7 membri fiecare si alese periodic.

### Reprezentarea Națională
Buenos Aires este reprezentat în Senatul Argentinei de trei senatori (din 2011, Maria Eugenia Estenssoro, Samuel Cbanchik și Daniel Filmus). Locuitorii Buenos Aires aleg de asemenea si 25 de deputați în Camera Deputaților a Argentinei.

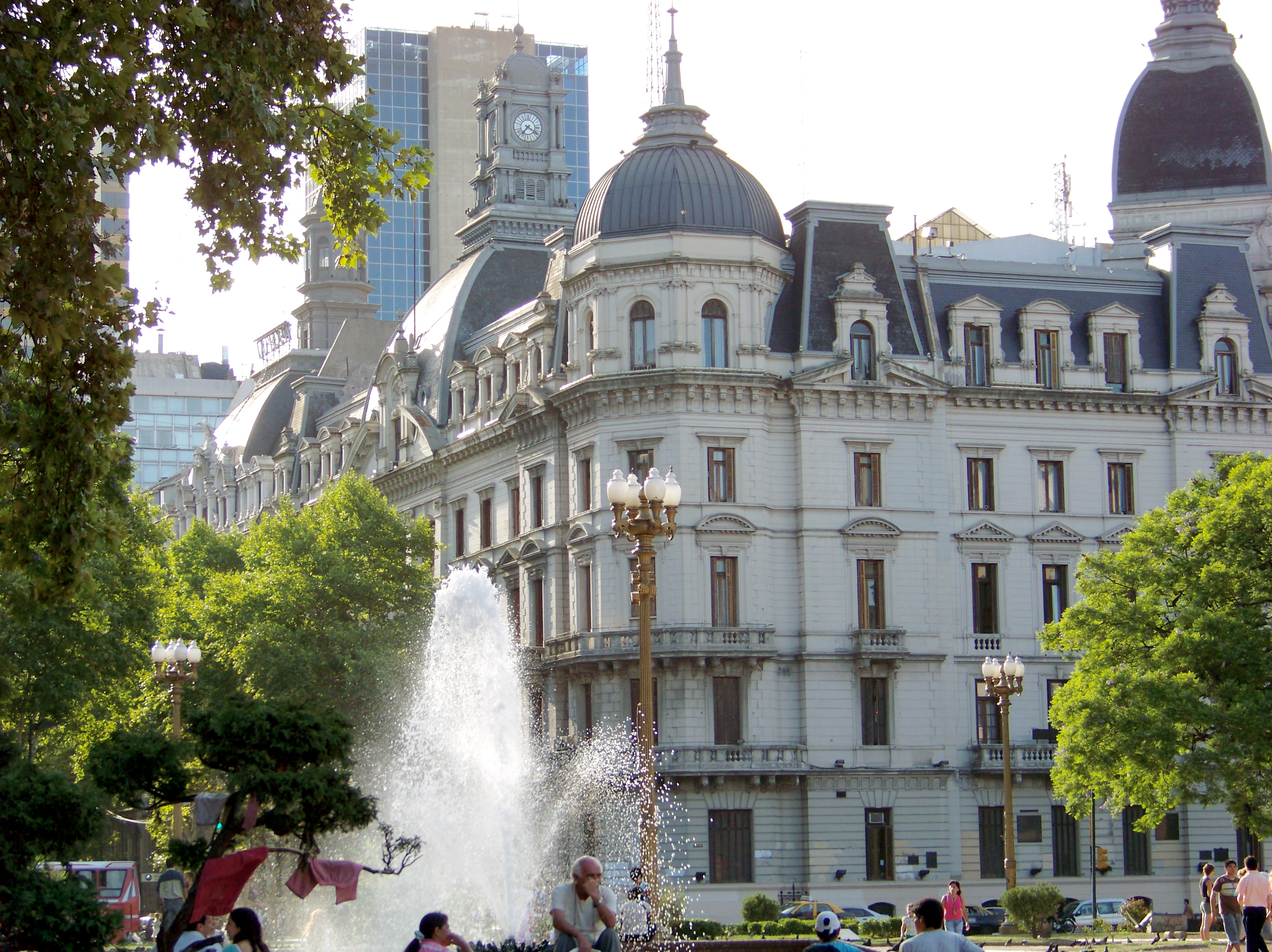
Primăria
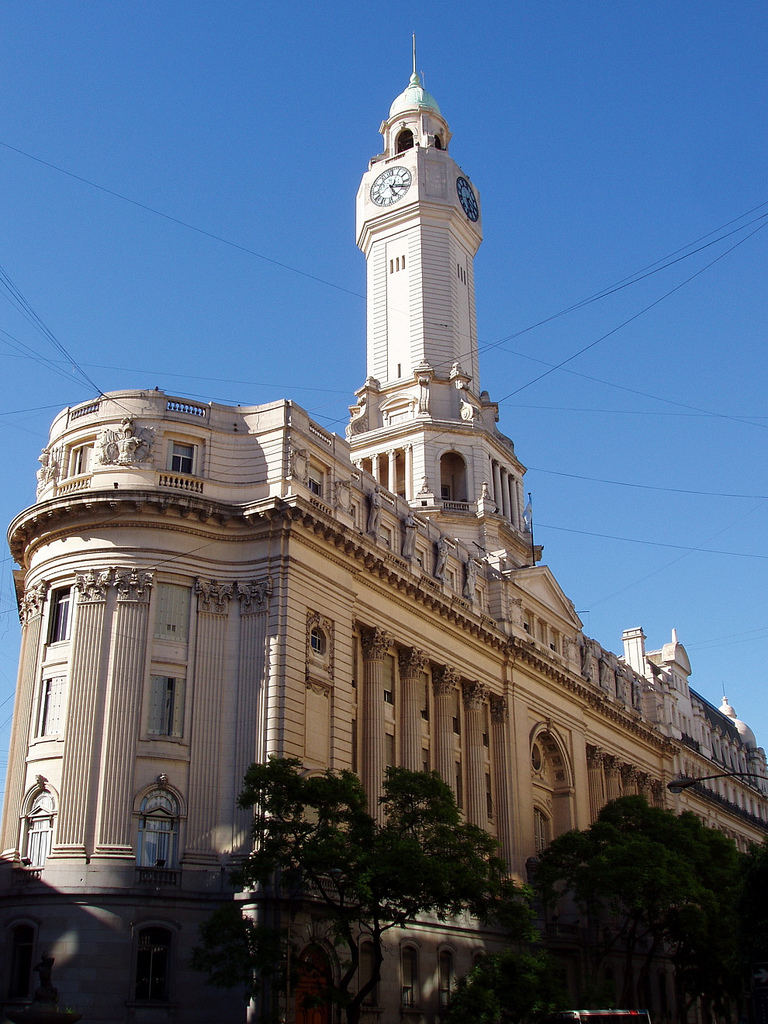
Legislativul municipal
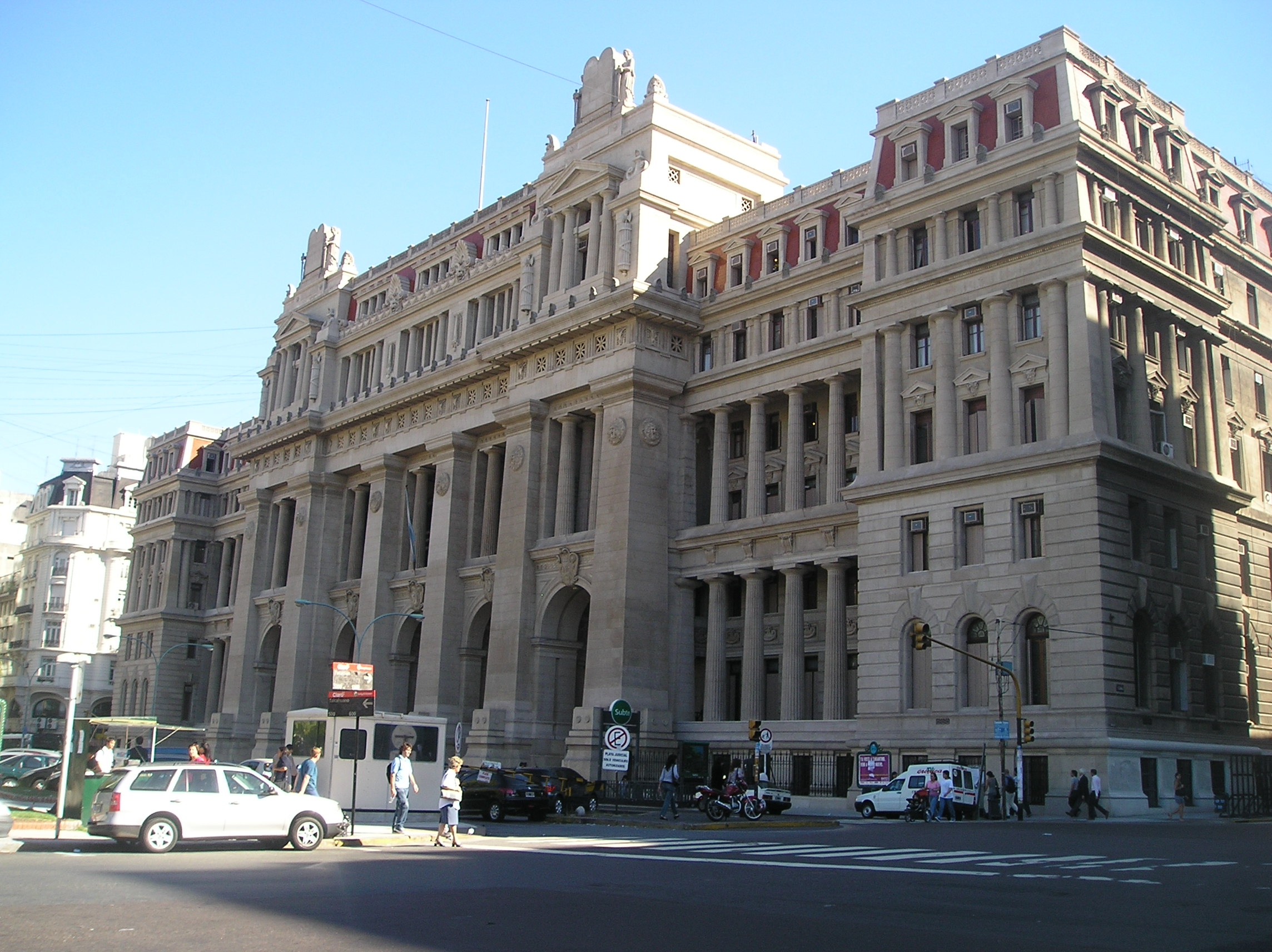
Palatul de Justiție
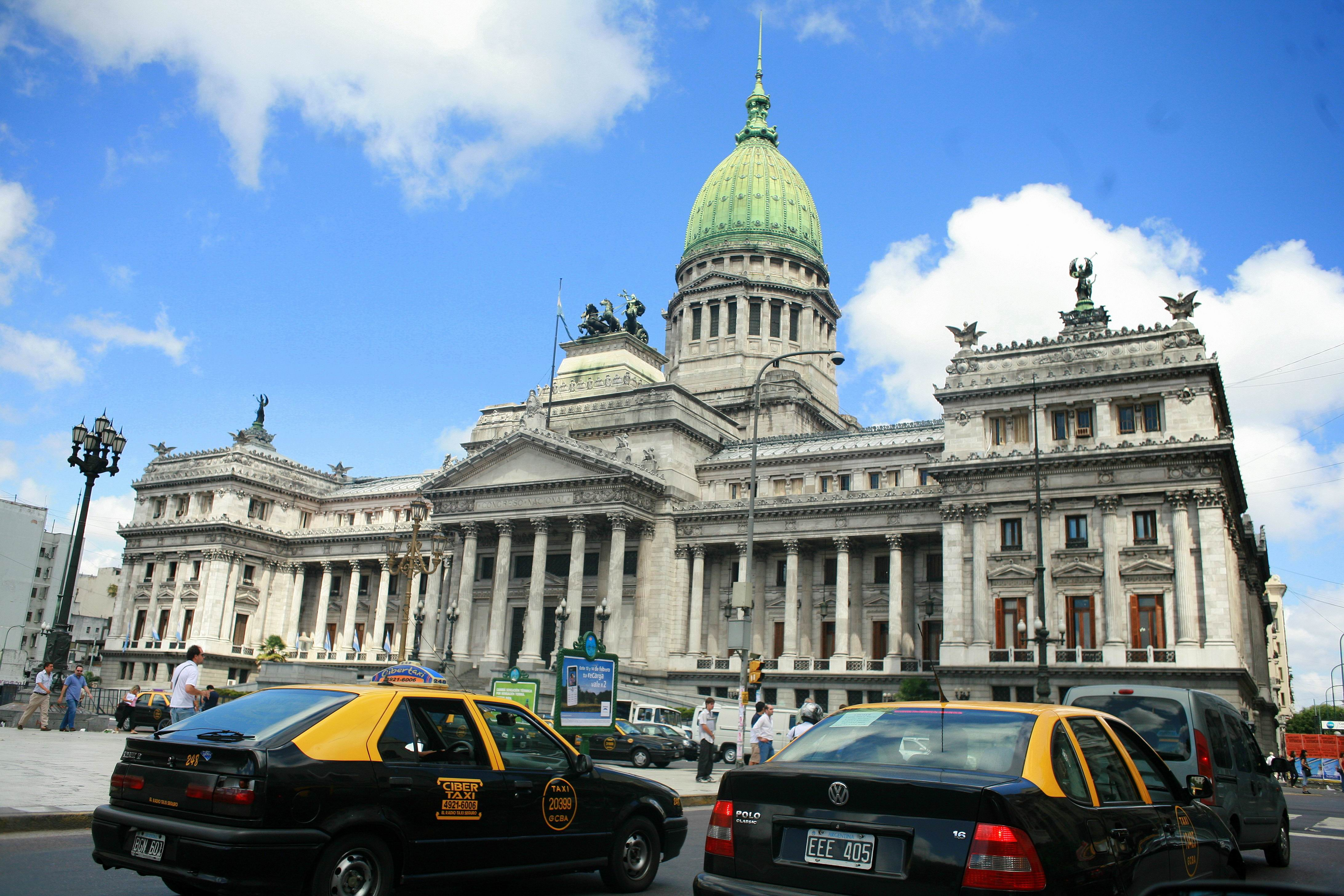
Congresul Argentinei

## Demografia

### Date statistice
În recensământul din 2001 erau 2.891.082 locuitori în oraș. Densitatea populației în Buenos Aires era de 13.680 locuitori pe kilometri pătrați, dar doar 2.400 în suburbii. În oraș sunt 88,9% albi, 7% mestizo (locuitori provenind din europeni și indigeni), 2% asiatici și 1% africani.
Populația Buenos Aires este în jur de 3 milioane încă din 1947, datorită ratei de nașteri mici și a migrației încetă către suburbii. Districtele vecine au o populatie de 5 ori mai mare față de 1947 (10 milioane în prezent).
În recensământul din 2001 a arătat o populație relativ îmbătrânită, cu 17% din populatie sub 15 ani și 22% peste 60 de ani. Locuitorii din Buenos aires au o structură de vârstă asemănătoare orașelor europene. Ei sunt mai învârstă decât argentinienii ca un tot (din care 28% erau sub 15 ani iar 14% erau peste 60 de ani).
Două treimi din locuitorii orașului locuiesc în apartamente iar 30% în case. 4% trăiesc în locuințe improvizate(barăci, etc). În funcție de venit, rata de sărăcie a orașului era de 8,4% în 2007 si includea zona metropolitană (20,6%. Alte studii estimează că 4 milioane de oameni din zona metropolitană a orașului trăiesc în sărăcie.
Forța de muncă a orașului era de 8.2 milioane în 2001 și majoritatea erau angajați în sectorul serviciilor, particular în servicii sociale (25%), comerț și turism (20%) și servicii financiare și comerciale (17%). În ciuda calității de capitală a orașului, lucrătorii în administrație reprezinta doar 6% din persoanele active. 10% din locuitori lucrează în producție.

### Districte
Orașul este divizat în 48 de districte (barrios). Divizaea era inițial bazat pe parohiile catolice din oraș, dar a suferit mai multe schimbări din 1940. O nouă schemă divizează orașul în 15 comune (comunas).
|  |  |  |  |

### Originea populației

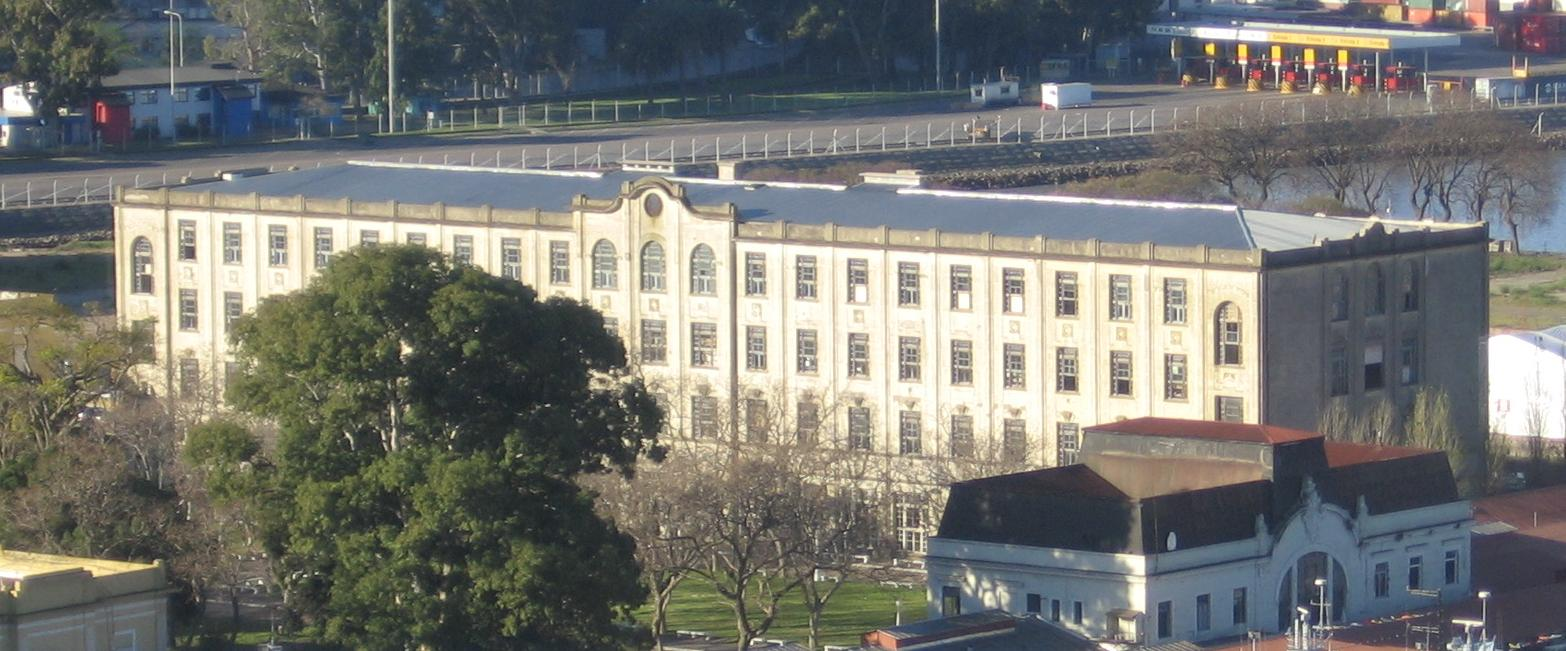
Hotelul Imigranților, construit in 1906, a primit sute de imigranți sosiți în oraș. Hotelul este acum muzeu național.

Majoritatea locuitorilor orașului are origini europene, cu descendenti italieni și spanioli în principal.
Mai există originari din Germania, Franța, Irlanda, Olanda, Portugalia, Grecia, Rusia, Norvegia, Suedia, Croația și Marea Britanie. Începând cu 1990 au existat mici valuri de imigranți din România și Ucraina. 
Importante comunități de sirieni, libanezi și armenieni au o prezență din ce în ce mai importantă în comerț și în societate de la începutul secolului XX.
Comunitatea evreiască din Zona Metropolitană a Buenos Aires numără aproximativ 250.000 de membri și este cea mai mare din America Latină. Cei mai mulți sunt din Nordul și Estul Europei, în special din Rusia, Germania și Polonia. Există și o semnificantă minoritate de evrei sefarzi.
Prima și cea mai mare comunitate asiatică din Buenos Aires a fost japoneză, majoritatea din Okinawa. Tradițional, japonezo-argentinienii erau cunoscuți ca crescători de flori. Generațiile ulterioare s-au extins în toate domeniile economiei. Începând cu 1970 a existat un influx important de imigranți din China și Korea.

### Religia
Cei mai multi locuitori sunt romano-catolici, studii recente arată că aproximativ 20% sunt practicanți. În Buenos Aires își are sediul și arhiepiscopul mitropolit al Argentinei, între 1998-2013 Jorge Bergoglio, actualul papă Francisc. Acesta a deținut, tot începând cu 1998, și jurisdicția episcopală asupra credincioșilor de rit bizantin din Argentina, inclusiv a celor aparținând Bisericii Române Unite cu Roma.
Misiunea română unită din Buenos Aires există din anul 1948. În anul 1949 a fost ridicată la rang de parohie.
Credincioșii aparținători Bisericii Greco-Catolice Ucrainene au din 1968 episcop propriu, sufragan (subordonat) arhiepiscopului de Buenos Aires. Între 2009-2011 episcop al ucrainenilor catolici din Argentina, cu sediul la Buenos Aires, a fost Sviatoslav Șevciuc, actualul arhiepiscop de Kiev-Halici.
Există și minorități protestante, creștin-ortodoxe, musulmane, evreiești, martori ai lui Iehova și mormoni.

## Geografia
Limitele orașului Buneos Aires sunt determinate în est și nord-est de Rio de la Plata, în partea de sud și sud-est de Râul Matanza și în nord-est, vest și sud-vest de Autostrada Națională A001, lungă de 24 de kilometri care separă orașul de Provincia Buenos Aires.
Orașul Buenos Aires este situat în regiunea denumită „Pampas”, cu excepția Rezervației Ecologice Buenos Aires, Clubul de Juniori Boca (orașul sportului), Aeroportul Jorge Newbery și de Portul Madero și vecinitățile care sunt construite de-a lungul coastelor Rio de la Plata.

### Clima
Buenos Aires are o clima subtropicală umedă cu 4 sezoane și cu o temperatură medie anuală 17,7°C. Cea mai caldă lună este Ianuarie, cu o temperatură medie zilnică de 25,1 °C. Cele mai multe zile au o temperatură între 28 și 31 °C și nopți între 16 și 21 °C. Valurile de căldură din Brazilia pot ridica temperatura până la 35 °C, orașul este afectat de asemenea și de fronturi atmosferice reci în scurte perioade.
Umiditatea este moderat-ridicată (65-70%) vara. Cel mai inalt nivel de temperatură înregistrat vreodată a fost 43,3 °C în 29 ianuarie 1957. Primavara (din septembrie până în noiembrie) și toamna (din Martie până în Mai) sunt în general liniștite, cu temperaturi maxime de 17 °C și furtuni frecvente, în special pe durata primăverii.
Iernile sunt temperate, totusi, în unele zone apare înghetul din mai până în septembrie. Umiditatea relativă depășește 70%, care înseamnă că orașul este cunoscut pentru ceața moderată din perioada iernii și toamnei. Iulie este cea mai rece lună din an, cu o temperatură medie de 10,9 °C. Cea mai scăzută temperatură înregistrată vreodată a fost de -5.4 °C în 9 iulie 1918. Ultima ninsoare a avut loc în iulie 2009, unde, pe parcursul celei mai grele ierni din ultimii 13 ani. Mai multe furtuni de zăpadă au lovit țara. A fost cea mai mare furtună de zăpadă din ultimii 89 ani. În 17 iulie 2010, în mijlocul unei alte ierni grele, furtunile de zăpadă au lovit orașul, dar nu și centrul, asa cu s-a întâmplat în 2009 și 1918.
Orașul primește 1,242.6 mm de precipitații pe an. Ploaia poate fi așteptată în orice perioadă a anului dar furtunile nu sunt obișnuite în oraș.

## Economia

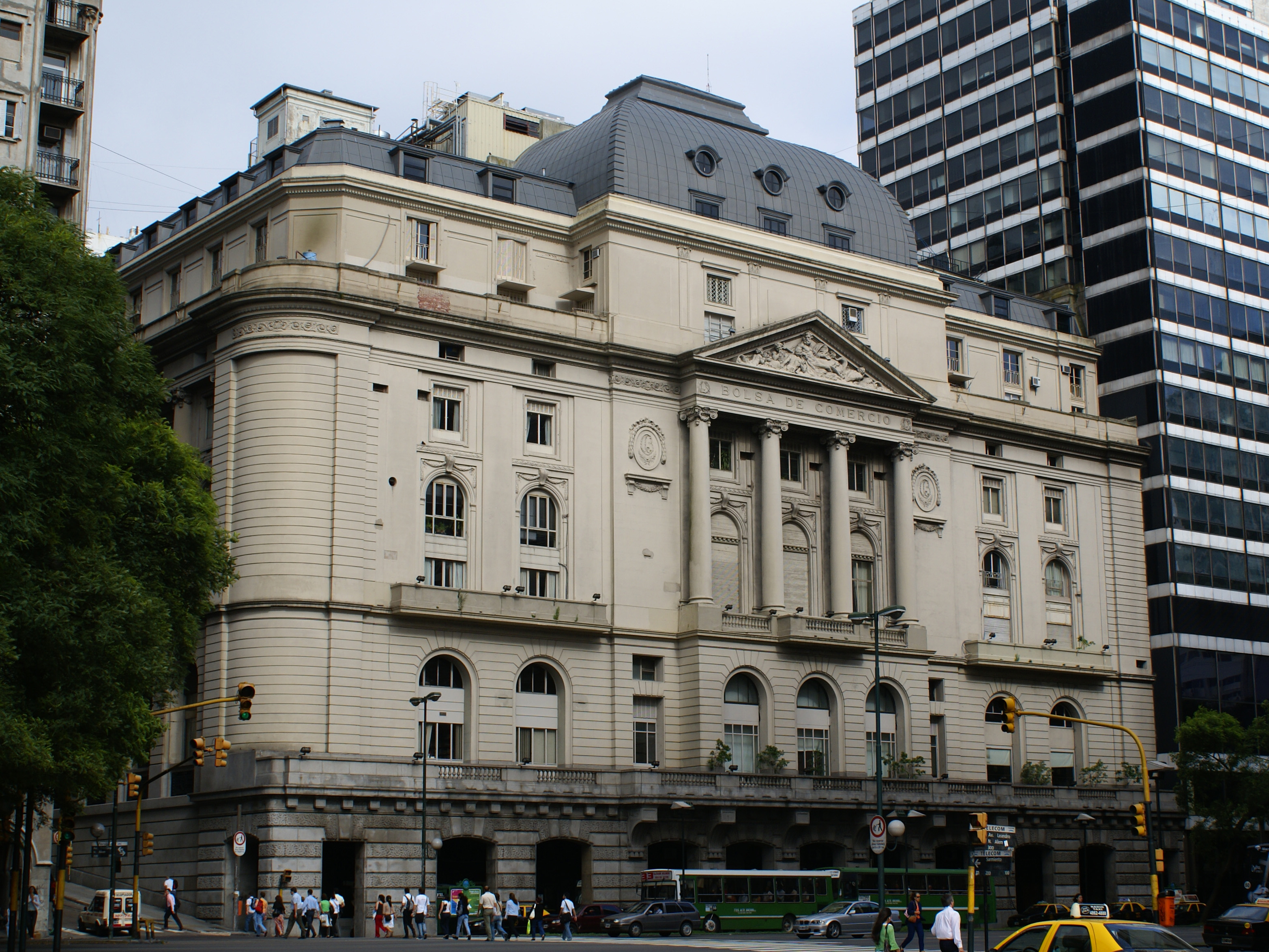
Bursa din Buenos Aires

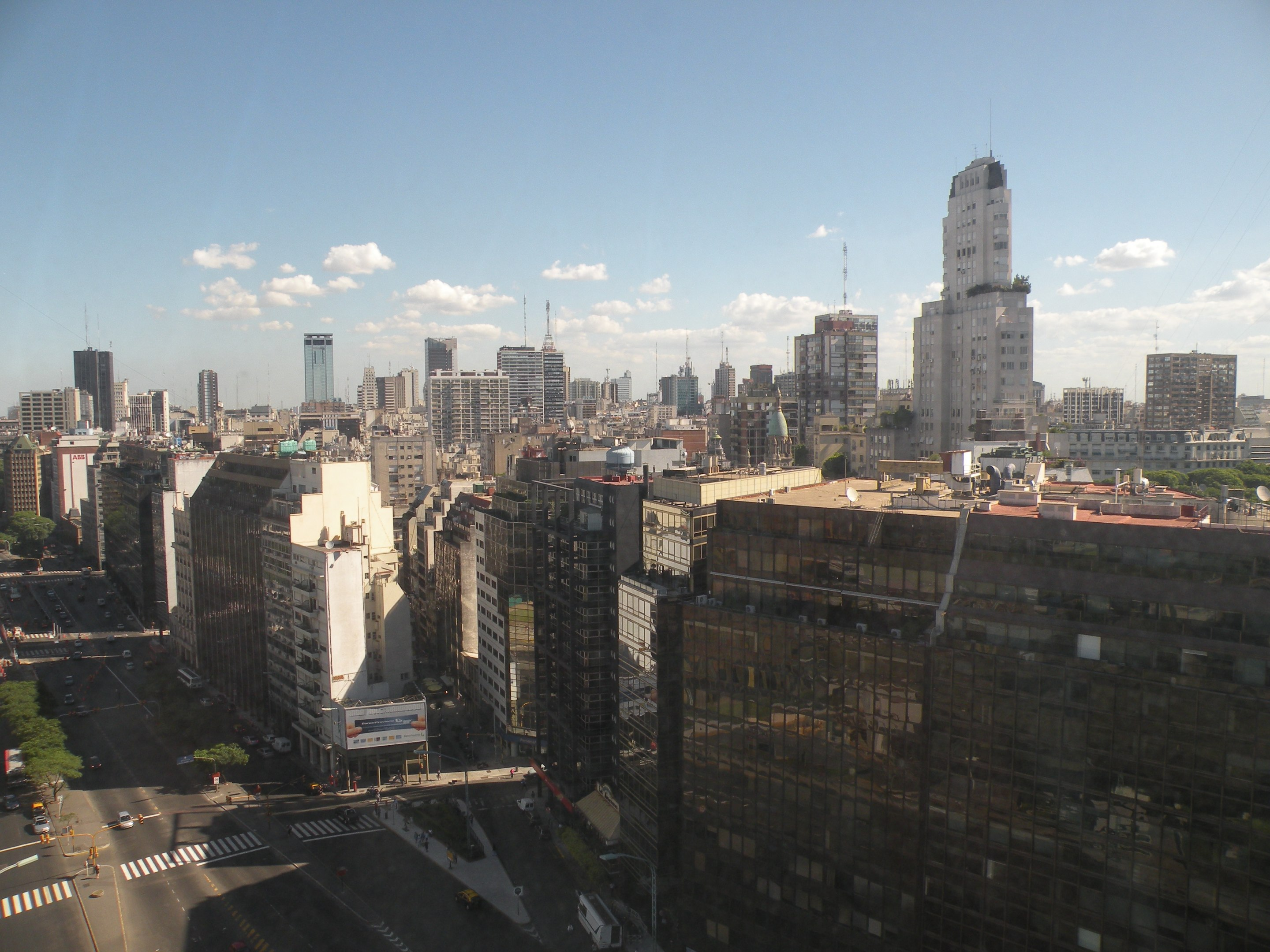
Vedere Parțială a Centrului de Afaceri a Orașului.

Buenos Aires este centrul politic, financiar, industrial, comercial și cultural al Argentinei. Portul este unul dintre cele mai folosite din America Latină; Râurile navigabile leagă orașul de nord-estul Argentinei, Brazilia, Uruguay și Paraguay.
Economia orașului era, după puterea de cumpârare de 84,7 miliarde dolari americani (28,200 dolari per capita) în 2006 și reprezenta aproximativ 1/4 din economia întregii țări. Zona Metropolitană a Buenos Aires este, conform unor studii cunoscute, a 13-a cea mai mare economie dintre orașele globale.  Indexul de dezvoltare umană a Buenos Aires (0,923 în 1998) este de asemenea peste standardele internaționale.
Sectorul de servicii al orașului este diversificat și bine dezvoltat conform standardelor internaționale și reprezintă 76% din economia orașului (față de 59% la nivelul întregii țări). Publicitatea joacă un loc proeminent în exportul de servicii acasă și în străinătate. Sectoarele de servicii financiare și imobiliare erau cele mai mari din lume și contribuie cu 31% la economia orașului. Finantele (aprox. 1/3 din acestea) din Buneos Aires este foarte important pentru sistemul bancar Argentinian, reprezentând aproximativ 1/2 din depozitele bancare nationale. Aproape 300 de hoteluri și alte 300 de hosteluri și pensiuni sunt înregistrate în Buenos Aires, iar aproape jumătate din camerele existente sunt în hoteluri de 4 stele sau mai mult.
Producția, este totuși proeminentă în economia orașului (16%) și este concentrată în sud, unde beneficiază de puterea de cumpărare mare și de forța de muncă pregătită.

## Cultura
Puternic influențată de cultura europeană, Buenos Aires este uneori cunoscut ca „Parisul Americii Latine”. Orașul este unul dintre cele mai aglomerate centre culturale din America de Sud, cu teatre și case de productie.
În Buenos Aires își are sediul Teatrul Colon, o cunoscută operă la nivel internațional. Sunt câteva orchestre simfonice și societăți de cor. Orașul are numeroase muzee, muzee despre istorie, artă, artă modernă, artă decorativă, artă populară, artă sacră, teatre și muzică populară. Sunt prezervate de semenea case ale unor notabili colecționari, scriitori, compozitori și artiști. Orașul este casa a sute de librării, biblioteci publice și asociații culturale (este numit uneori „Orașul cărților”), precum și a celei mai mari concentrații de teatre din America Latină. Are cunoscuta Grădină Botanică și Zoo, cea mai mare număr de parcuri, precum și biserici și locuri de rugăciune care au o arhitectură apreciată.
În fiecare Aprilie, orașul sărbătorește Festivalul Internațional de Carte din Buenos Aires, și este unul din cele top-cinci festivale de acest gen din lume, orientate către comunitatea literară precum și către publicul simplu. Are loc de asemenea în fiecare Noiembrie, „La Noche de los Museos” (noaptea muzeelor). În această zi, precum și în București, toate muzeele sunt deschise toată noaptea. În Buenos Aires este foarte activă și arta stradală, prezentând desene imense în toate părțile ale orașului.

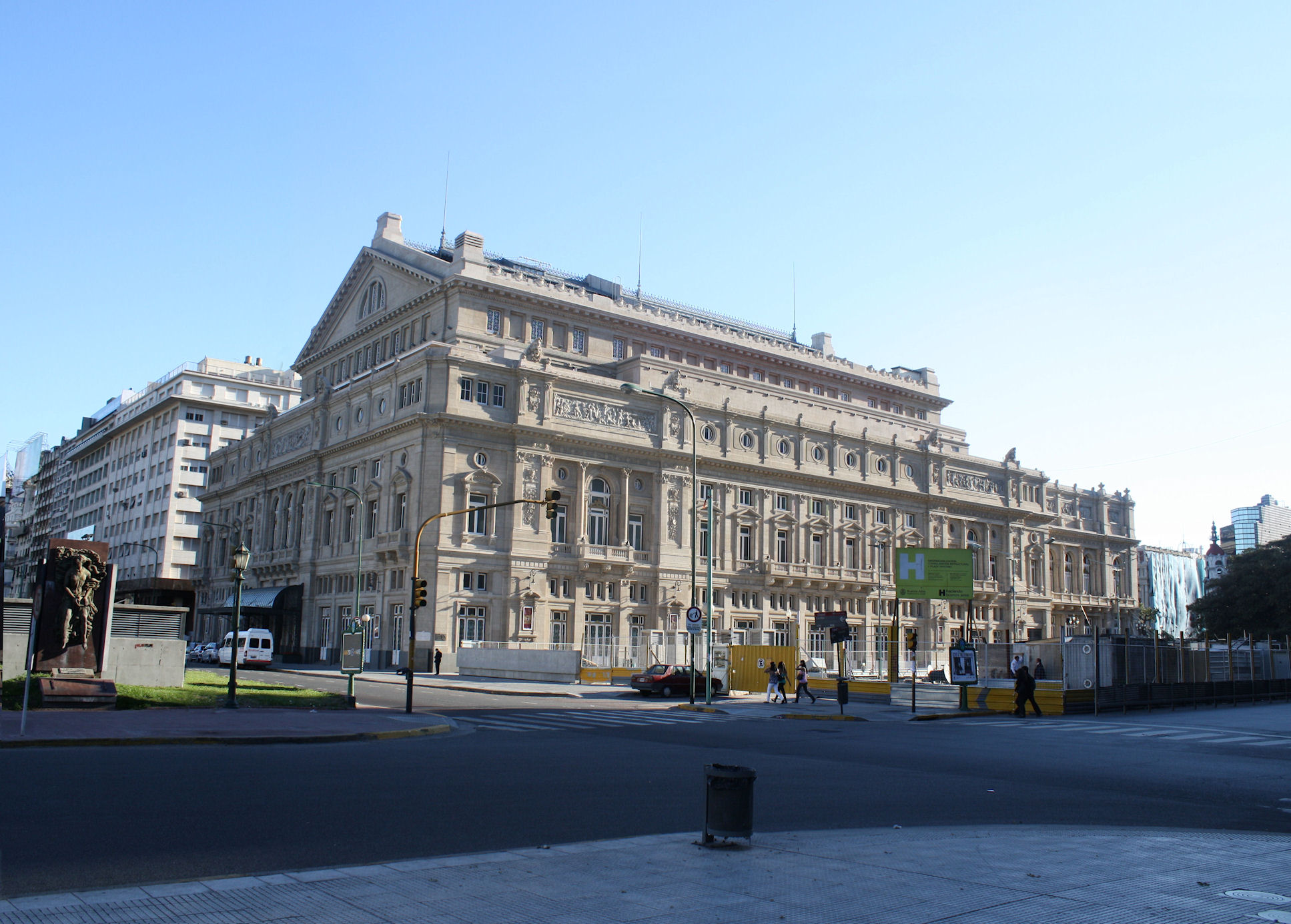
Teatrul Colón

### Limbile din Buenos Aires
La începutul secolului XX, Argentina a absorbit milioane de imigranți, mulți italieni, care vorbeau în dialectele lor locale (cei mai mulți în napolitană, siciliană și genoană). Ei au adoptat treptat limba spanioală, creând o mixtură între dialectele italiene și spaniolă care este cunoscută ca „cocoliche”. Folosirea ei a scăzut începând cu 1950.
Mulți imigranți spanioli erau din Galicia, iar mulți imigranți spanioli sunt cunoscuți în Argentina drept gallegos. Limba galiciană, mâncarea și cultura are o prezență majoră în oral de peste 200 de ani. Recent, descendenții imigrantii galicienilor au condus la co creștere a muzicii celtice.

### Tango

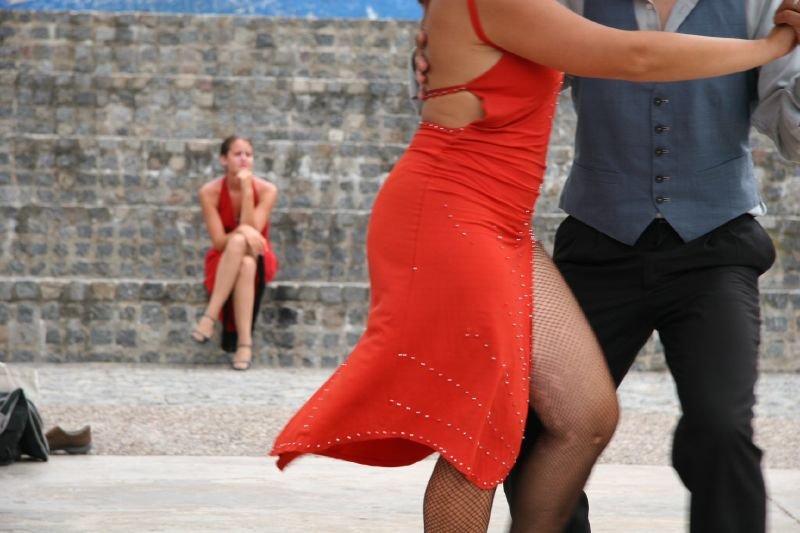
Dansatori de tango

Locul de nastere al Tango-ului este Argentina. Miscările senzuale ale dansului nu erau văzute ca respectabile până nu au fost adoptate de înalta societate pariziană, în anii 1920. În Buenos Aires, școlile de tango erau doar pentru bărbați în acea perioadă.
În 30 septembrie 2009, Comitetul Interguvernamental pentru Patrimoniul Imaterial al UNESCO a declarat tango-ul parte a patrimoniului cultural mondial, făcând Argentina eligibilă de a primi asistență financiară pentru apărarea moștenirii culturale pentru generațiile viitoare.

### Cinema
Primul cinematograf a apărut în Buenos Aires în anul 1896. Orașul a fost centrul industriei cinematografice a Argentinei de peste 100 de ani, de când cameramanul francez Eugene Py a produs filmul „La Bandera Argentina” în 1897. De atunci, peste 2.000 de filme au fost produse în oraș, multe dintre ele făcâdn referire la oraș în denumirea lor, precum „Am fost născut în Buenos Aires” (1959, Buenos noches, Buenos Aires (1964) și altele. 

### Modă
Buenos Aires găzduiește multe evenimente de modă. Cel mai important este „Buenos Aires Fashion Week”, care se desfășoară de două ori pe an. Este organizat din 2001 și este o modalitate pentru ca designerii să își prezinte colecțiile. Alte evenimente majore sunt Argentina Fashion Week și Buenos Aires Moda. Buenos Aires Runway, un eveniment de modă care este organizat de către conducerea orașului, este ținut din 2011.
În 2005, Buenos Aires a fost desemnat de UNESCO drept primul „oraș al modei”. Orașul a primit titlul încă o dată, în anul 2007.

## Personalități născute aici
- Bernardino Rivadavia⁠(d) (1780 – 1845), primul președinte al Argentinei;
- Alberto Barton⁠(d) (1870 - 1950), microbiolog;
- Benito Quinquela Martín (1890 – 1977), pictor;
- Jorge Luis Borges (1899 - 1986), scriitor;
- Robin Hughes (1920 - 1989), actor britanic;
- Papa Francisc (n. 1936) - (d. 2025), papă al Bisericii Catolice;
- Norma Aleandro (n. 1936), actriță;
- Martha Argerich (n. 1941), pianistă;
- Daniel Barenboim (n. 1942), pianist, dirijor;
- Sky du Mont (n. 1947), actor;
- Gaspar Noé (n. 1963), regizor;
- Gabriela Sabatini (n. 1970), jucătoare de tenis;
- Máxima Zorreguieta (n. 1971), Regina Máxima a Țărilor de Jos;
- Andrés Molteni (n. 1988), jucător de tenis.